# Gare des Trillers
La gare des Trillers est une gare ferroviaire française de la ligne de Bourges à Miécaze, située au lieu-dit Les Trillers, sur le territoire de la commune de Vaux dans le département de l'Allier, en région Auvergne-Rhône-Alpes.
Elle est mise en service en 1861 par la Compagnie du chemin de fer de Paris à Orléans (PO). 
C'est une halte voyageurs de la Société nationale des chemins de fer français (SNCF) du réseau TER Auvergne-Rhône-Alpes. Elle est desservie par des trains express régionaux.

## Situation ferroviaire
Établie à 201 mètres d'altitude, la gare des Trillers est située au point kilométrique (PK) 318,744 de la ligne de Bourges à Miécaze, entre les gares de Magnette et de La Ville-Gozet.
Il s'agit d'une voie unique avec un seul quai.

## Histoire
La station des Trillers est mise en service le 9 décembre 1861 par la Compagnie du chemin de fer de Paris à Orléans (PO), lorsqu'elle ouvre à l'exploitation sa ligne de Bourges à Montluçon.

## Fréquentation
De 2015 à 2023, selon les estimations de la SNCF, la fréquentation annuelle de la gare s'élève aux nombres indiqués dans le tableau ci-dessous.
| Année     | 2015  | 2016 | 2017 | 2018 | 2019  | 2020 | 2021 | 2022 | 2023 |
| --------- | ----- | ---- | ---- | ---- | ----- | ---- | ---- | ---- | ---- |
| Voyageurs | 2 143 | 718  | 797  | 673  | 1 024 | 723  | 634  | 760  | 540  |

## Service des voyageurs

### Accueil
Halte SNCF, c'est un point d'arrêt non  géré (PANG) à accès libre. 

### Desserte
Les Trillers est une gare régionale du réseau TER Auvergne-Rhône-Alpes desservie par des trains circulant sur la relation : Montluçon-Ville  - Bourges (ou Saint-Amand-Montrond - Orval).

### Intermodalité
Un parking pour les véhicules y est aménagé. Elle est desservie par des cars TER Auvergne-Rhône-Alpes en complément de la desserte ferroviaire sur la relation : Montluçon-Ville  - Saint-Amand-Montrond - Orval.